# 무속신앙

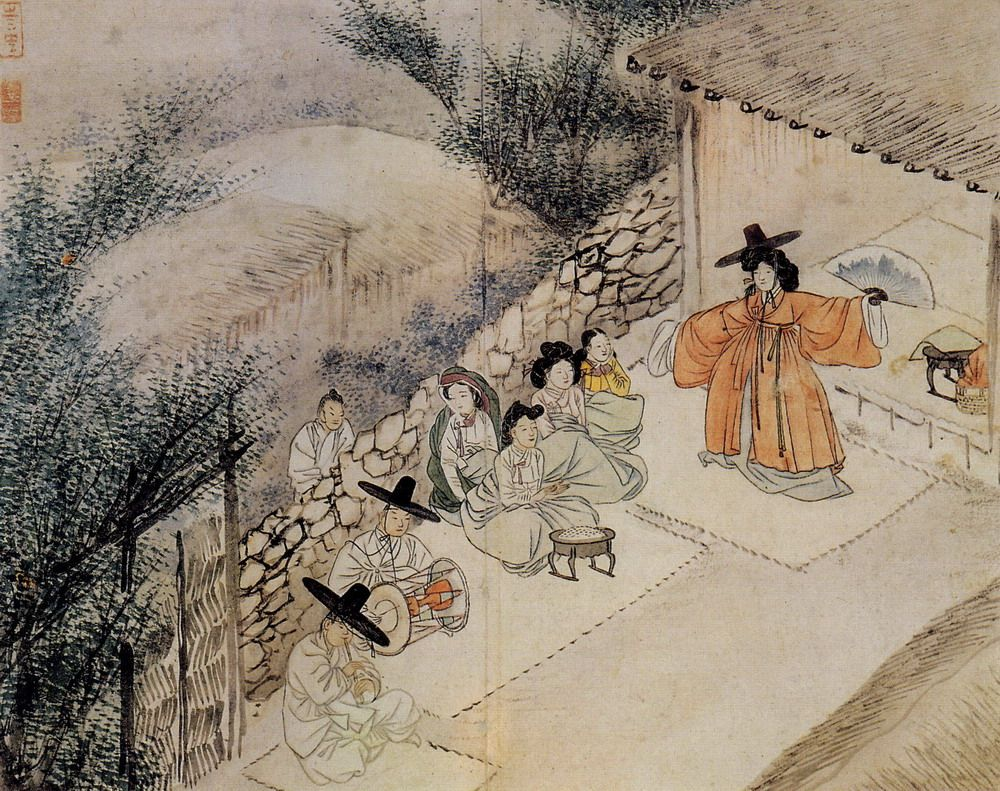
신윤복 ― 『혜원풍속도첩(蕙園風俗圖帖)』의 〈무녀신무(巫女神舞)〉

무속(巫俗, 영어: Korean shamanism)은 한국의 토착 종교이다. 샤머니즘, 즉 무당으로 불리는 중재자가 신령과 인간을 중재하는 종교로서 토테미즘적인 성격도 가져 자연의 정령이나 토착 신령을 숭배했고 조상신 등의 귀신을 기렸다. 북아시아의 몽골, 퉁구스 등지의 텡그리즘 등 종교관과 유사점을 가지며 단군 신앙에서부터 기원을 가진다고 주장하는 경우도 있다. 한국 문화의 형성에 큰 영향을 끼친 한민족의 민족 종교로 여겨진다.

## 용어

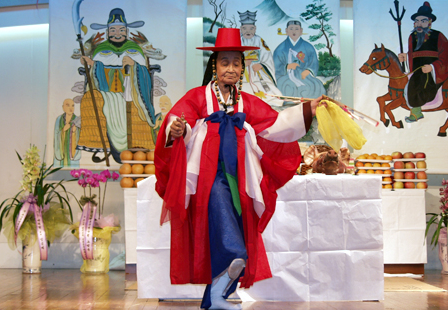
무당

한국에서는 한국의 전통적인 샤머니즘을 무속(巫俗), 무교(巫敎),무(巫)라고 하는데, 이들은 현대에 창작된 말들이다. 무속은 불교학자 이능화가 샤머니즘을 전통적인 관습으로 이해하여 처음 사용한 말이며, 지금은 국문학자들과 민속학자들이 즐겨 사용하고 있다. 무교는 개신교 신학자 유동식이 처음 사용한 단어이며, 샤머니즘을 기독교, 불교, 이슬람처럼 독립된 종교로 존중하는 중립적 입장의 종교학자들이 사용한다. 무(巫)는 인류학자 조흥윤이 사용한 말이며, 한국의 샤머니즘을 독특한 개성을 가진 전통으로 존중한다는 뜻을 갖고 있다.
이렇게 근현대 불교학자, 개신교 신학자, 인류학자들이 지식인의 언어인 한자어로 창작한 명칭을 사용한 것과 달리, 무속 신앙의 실제 주체자였던 무속인들은 스스로를 당골, 당골네, 당골애미라고 불렀다. 당골이란 용어는 단군(檀君)과 차차웅(次次雄)을 어원을 가진 유서깊은 명칭으로, 무속인 스스로는 자신들의 종교를 당골판으로 지칭해왔다.

## 개요

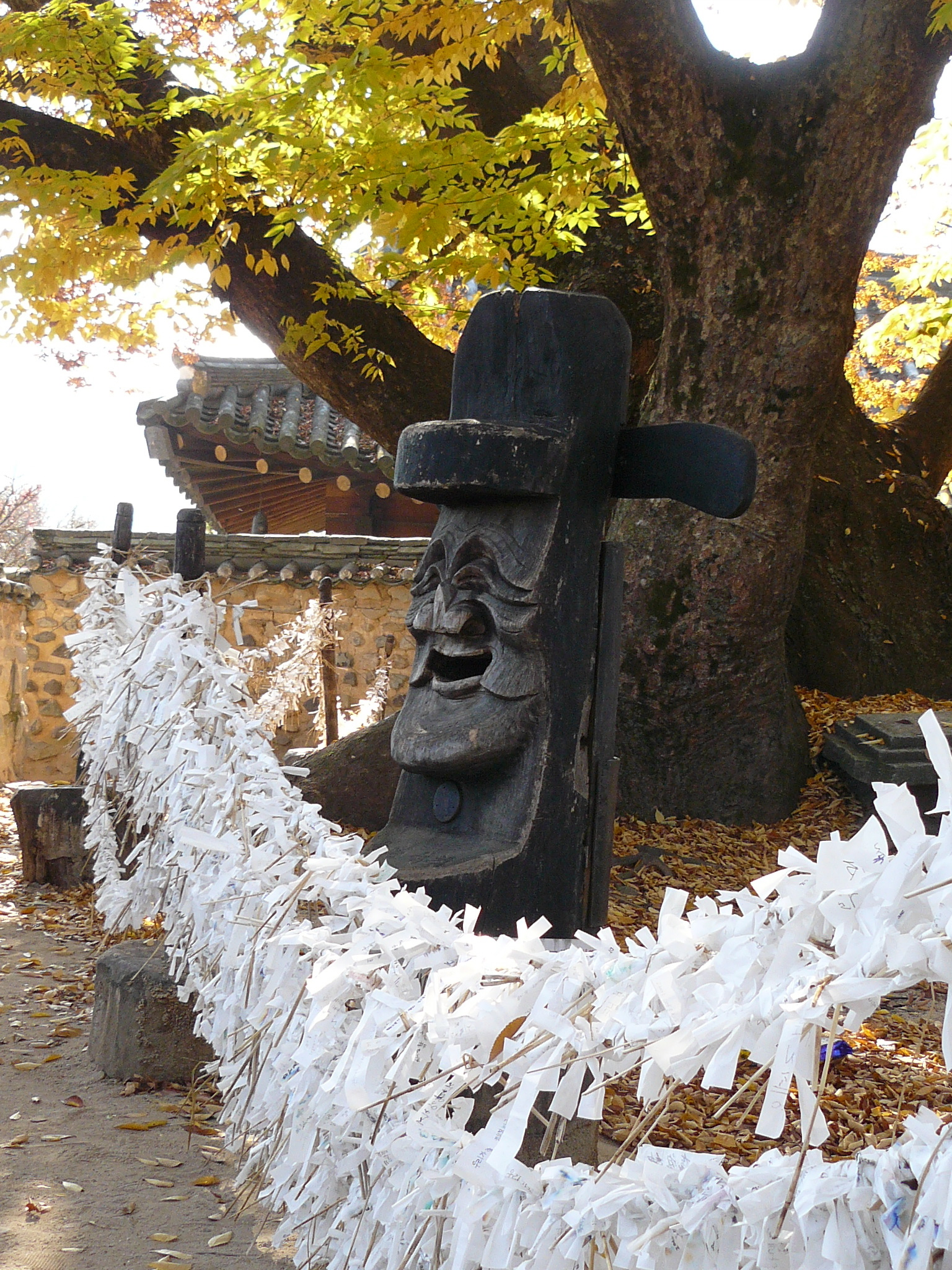
장승

### 상고시대의 무속
무속은 일종의 샤머니즘, 애니미즘 등 원시 신앙과 기타 종교 요소가 결합한 형태로 그 기원은 원시인들의 샤머니즘 의식에서부터 찾아볼 수 있다. 울산 반구대 암각화에는 춤추는 샤먼의 그림이 있으며, 청동기 시대는 제정 일치 사회였기 때문에 일반적으로 정치 집단의 지도자가 종교 집단까지 거느렸는데 이들이 족장이며 또한 제사장이었다. 이들이 거행했던 의식이 무속의 기원이 된다고 보는 견해가 많다.

### 고대 국가와 삼국 시대의 무속
무속의 기원은 일반적으로 고조선 때로 잡는다. 김영하 교수 등 단군을 몽골의 천신인 텡그리와 같다고 주장하는 학자들이 많이 있다. 단군 왕검에서 단군은 한국 고유의 말을 한자로 표현한 것으로 제정 일치 사회의 제사장, 즉 종교의 우두머리를 뜻하며 왕검은 왕을 뜻한다는 설이 있다. 고조선 때부터 제천 의식이 더욱 발전하고 고구려, 부여, 마한, 예 등의 국가가 세워지면서 고조선 제천 의식이 발달하게 되었다. 제천 의식은 문화적 특질과 종교적 특질 모두를 가지고 있는데, 삼국지 위지 동이전에는 고대국가 부여, 고구려, 예, 마한 등의 나라가 모두 제천의례를 거행한다고 기록하고 있다. 부여의 영고, 고구려의 동맹, 백제의 무천, 마한의 천제는 신라와 고려대에 이르러 팔관회라는 이름으로 유지되었다.

### 중세와 근현대 국가에서 무속
유학이 조선의 기본 이데올로기가 됨에 따라 무속에 대한 탄압이 가해져 무당이 천민으로 전락했고, 일제강점기를 거치며 탄압받았다. 성리학이 지배이념이었던 조선시대에도 무당들은 사람들의 질병을 돌볼 때 정성을 다하지 않으면 벌을 주라고 할 정도로 치유능력이 있는 자로 여겨졌다. 1945년 8월 15일 광복 이후 조선민주주의인민공화국에서는 미신으로 간주되어 거의 사라졌고 대한민국에서 그나마 명맥을 유지하고 있다. 하지만 대한민국의 무속 또한 박정희 정권 당시 벌어진 소위 '미신타파운동'으로 인해 탄압받았다.

## 역사

### 고조선
무속은 역사적으로 아주 오래된 종교인데, 고조선 시대에도 존재했다고 보는 것이 보통이다. 고조선 시대를 상징하는 건국 신화인 단군신화를 보면, 곰과 호랑이가 나오고 천신의 자손 환웅이란 용어가 나온다. 이외에도 태백산, 신단수 등을 신성시하는 것으로 보아, 애니미즘, 토테미즘 등을 그 시대에 믿었음을 알 수 있다. 또한 당시는 제정 일치 사회였으므로 종교 지도자와 정치 지도자가 구분되지 않았다. 애니미즘과 토테미즘, 샤머니즘은 지금도 무속의 핵심적인 요소로 남아있다.

### 삼국 시대와 고삼국 시대
고삼국 시대 삼한과 부여, 고구려, 옥저, 동예 등 여러 국가에서는 제천 의식을 비롯한 여러 종교적 의식을 가지고 있었는데, 지금도 일부 남아있는 솟대나 당산목 등이 이 때 기원을 두고 있다고 보는 것이 일반적 견해이다. 솟대는 새를 꽃은 나무로 새를 하늘과 땅의 중개자로 보는 신앙에서 비롯되었다. 또한 농업이 철기의 사용으로 발달되고 국가 간 전쟁이 더욱 치열해지자 고대 국가들은 백성들을 단합한다는 취지에서 큰 종교 행사를 열었는데, 이것이 제천 의식이다.

### 통일 신라 시대
유교, 불교와 같은 외래사상의 수용과 건국 시조와의 연관성을 통한 왕권 계승자 의식 확립으로 제천의례가 쇠퇴한다.

### 고려 시대
고려시대는 무속이라고 규정지을 수 있는 개인적인 굿 또는 무당이 개입한 제의의 역사가 구체화된 시기이다. 신이 내리는 데는 남녀·귀천을 가리지 않았다. 충선왕 때 내부령(內府令)을 지냈고 충숙왕 때에 찬성사(贊成事)가 된 강융(姜融)의 누이는 무당이 되어 송악사(松岳祠)에 기식하였고, 공민왕 때 판숭경부사가 된 지윤(池奫)의 어머니도 무당이었다.
처용(處容)무는 고려시대에 처음으로 궁중 의례화되었다. 고려시대 무속은 몇 가지 점에서 근래와 유사한 상태를 보여 준다. 고려시대 무의(巫儀)가 이미 현대의 굿과 같은 구조를 지녔다.
고려시대에 와서 하늘에 대한 제사가 다시 중시 된다. 고려의 국조 세계 설화에 평나산(平那山) 산신이 등장하는 것을 비롯하여, 산신이 대단히 중요시되었다.

### 조선 시대
국행 의례를 무당이 주관하는 전통은 지속되고 있었으나 성리학을 정치 이념으로 내세운 지배 권력이 무속을 음사(淫祀)로 규정하고 여러 가지 제도와 장치를 통해 노골적으로 무속을 탄압하였다.
조선 세종 시대부터 불교 승려들의 도성 출입 금지가 시작되며 무당들도 도성에서 쫓겨난다. 무당은 짐승만도 못한 취급을 받던 천민 부류에 속하였으나, 조선 후기의 무당은 주로 양인 신분이다. 호구수에서 대체로 무당의 숫자가 적어서 대규모의 굿을 행하기는 어려웠다고 판단된다. 영조시대에는 궁궐에서나 사대부들이 무속을 겉으로는 경시하면서도 속으로는 깊이 믿었음을 알 수 있는 기록이 영조실록에 있다.
태백산에서 제의를 주관한 제관은 고려는 국가에서 파견한 관리가 주도하였으나 조선시대에는 국가 제의에서 제외되며 향리나 민간인이 제의를 주도하게 된다.

### 일제 강점기
일제의 탄압이 있었으나 당시 조선인들은 계속 신앙심을 유지해 왔다. 일제가 조선땅에 일본 신토를 섬기는 신사를 지으며 국사당을 강제로 옮긴 일도 있었다.
조선 후기부터 구국의 성지로 부각되기 시작한 태백산 천제단에서는 구국을 위한 의례가 행하여지면서 제의가 천제(天祭)의 형식을 갖추게 된다.

### 해방 이후
한국전쟁 중에는 헬기 착륙장 조성으로 천제단이 헐린다.
새마을 운동 때 정부에서 실행한 미신타파운동으로 탄압받았지만 현대에 오히려 신자가 늘어나고 있다. 이 계몽 운동으로 집안과 마을을 결속해주는 고리가 상당 부분이 없어졌다. 무속신앙이 미신으로 간주되지 않고 제대로 존중받고 전승되었다면 미신으로 인한 많은 사회적 병폐가 많이 줄었을 것이며, 개인과 가족, 마을의 결속력이 좋아져 사회가 더 살기 좋게 발전하였을 수도 있었다.

## 강신무와 세습무
무속에서 신령과 사람사이를 이어주는 중재자 즉, 샤먼을 무당(巫堂)이라고 한다. 한국에서는 무당을 당골이라고도 부르며, 크게 강신무와 세습무로 나눈다. 강신무는 대체로 한강 이북에서, 세습무는 한강 이남과 동해안 일대에서 전해졌다. 강신무는 일반인으로 살아가다가 어느 순간 무병을 앓게 되고 내림굿을 통해 신내림을 받아서 신령을 몸주신으로 모시는 무당을 일컬으며, 세습무는 조정래의 대하소설 《태백산맥》의 소화처럼 집안의 인척관계로 계승되는 무당을 말한다.
광복 이후 세습무들은 조선시대때 무당이기 때문에 받던 괄시를 피해, 무당 집안임을 숨기는 일이 많아졌고, 한국전쟁 때 미신과 종교를 금지하는 조선민주주의인민공화국 정부의 탄압을 피해서 대한민국으로 옮긴 강신무들이 그 자리를 차지해 무당이라고 하면 거의 대부분 강신무로 인식하는 경향이 있으나, 아직도 대한민국의 동해안 지역과 호남지역에는 세습무의 전통이 유지되고 있으며, 세습무가 하는 강릉 단오굿과 동해안 별신굿, 진도 씻김굿 등은 국가무형문화재로 지정되어 전승되고 있다.(진도씻김굿을 하는 무당을 진도에서는 당골이라고 한다.)

## 신령
| - 옥황상제 천신 - 서낭대모 천신 - 천동대신 지동대신 천신 - 무장승 천신 - 일월성신 천신 - 칠원성군 - 산신 - 풍신 - 사해용왕 중신 - 삼신제석 - 뇌공신장 - 불사 - 단군왕검 - 오방신장신 - 오방장군신 - 웅녀 - 환웅 - 단군 - 장군신(최영, 남이, 김유신, 이순신, 왕건, 문무왕, 무열왕, 김덕령, 임경업) - 별상 - 군웅 - 궁예 - 바리공주 대신 - 배서낭 - 창부씨 - 산신 - 삼대신 - 십이대신 - 김근철선생신 - 영등할망 - 조왕신 - 태조대왕 - 대감 - 처용 - 호구별성마마 - 조선 단종 - 왕자신 (마의태자, 사도세자, 금성대군, 호동왕자) - 법우화상 - 원효대사 - 의상대사 - 일연대사 - 경순왕 - 걸립 - 말명 - 맹인신장 - 성황, 서낭 - 사신 - 시왕 - 사재 |

## 같이 보기
- 제천의식
- 샤머니즘
- 애니미즘
- 토테미즘
- 민간 신앙
- 무당

성황당
산신령
굿
장승
제주도 무속신앙

## 참고 문헌
- Choi, Joon-sik . Folk-Religion: The Customs in Korea. Ewha Womans University Press, 2006. ISBN 8973006282
- Hogarth, hyun-key Kim (1998). “Kut: Happyness through reciprocity”. 《International Society for Shamanistic Research》. Bibliotheca Shamanistica 7 (Budapest: Akadémiai Kiadó). ISBN 963-05-7545-0.
- Kim, Tae-kon (1998). 《Korean Shamanism—Muism》. Jimoondang Publishing Company. ISBN 89-88095-09-X. Translated by Chang Soo-kyung.
- Kendall, Laurel. (1985). Shamans, Housewives, and Other Restless Spirits: Women in Korean Rural Life. Manoa: University of Hawaii Press. ISBN 0-8248-1142-9.*
- Lee, Jung Young . Korean Shamanistic Rituals. Mouton De Gruyter, 1981. ISBN 9027933782*
- Schlottmann, Dirk . Koreanischer Schamanismus im neuen Millennium. Europäische Hochschulschriften. Volkskunde/Ethnologie. Peter Lang Verlag: Frankfurt, Bern 2007, ISBN 978-3-631-56856-9
- Schlottmann, Dirk , Cyber Shamanism in South Korea. Online Publication: Institut of Cyber Society. Kyung Hee Cyber University Seoul (2014)
- Schlottmann, Dirk , Besessenheit und Inkorporation im Hwanghaedo-Schamanismus. In: Journal of International Studies, Keimyung University. April 2015 Vol.23, S. 89-120